# Người thầy y đức 2
Người thầy y đức 2 (tiếng Hàn: 낭만닥터 김사부 2; Romaja: Nangmandakteo Gimsabu 2; dịch nghĩa đen: "Romantic Doctor, Teacher Kim 2"                  )  là một bộ phim truyền hình Hàn Quốc năm 2020 thuộc thể loại tâm lý, tình cảm, y khoa, với sự tham gia của Han Suk-gyu, Lee Sung-kyung, Ahn Hyo-seop và Kim Joo-Hun. Bộ phim là phần phim tiếp theo của loạt phim năm 2016 Người thầy y đức. Bộ phim bắt đầu được công chiếu trên đài SBS vào thứ Hai và thứ Ba lúc 21:40 (KST) từ ngày 6 tháng 1 đến ngày 25 tháng 2 năm 2020. Tại Việt Nam, bộ phim được mua bản và công chiếu trên nền tảng dịch vụ xem phim trực tuyến FPT Play.

## Tóm tắt
Ba năm sau sự kiện của Người thầy y đức, Kim Sa-bu (Han Suk-kyu) đến Bệnh viện Đại học Geosan để tuyển một bác sĩ phẫu thuật tổng quát. Anh ta tìm thấy Seo Woo-jin (Ahn Hyo-seop), một bác sĩ với quá khứ đầy rắc rối, bị các bác sĩ đồng nghiệp tẩy chay, và mời anh ta làm việc. Trong khi đó, Cha Eun-jae (Lee Sung-kyung) bị đình chỉ sau khi mắc một lỗi khác trong phòng phẫu thuật và không còn lựa chọn nào khác ngoài việc theo hai bác sĩ đến Bệnh viện Doldam.

## Diễn viên

### Vai chính
- Han Suk-kyu vai Sư phụ Kim Kim/Boo Yong-jo

Bác sĩ phẫu thuật duy nhất ở Hàn Quốc đạt được chứng nhận ở ba chuyên khoa phẫu thuật tổng quát, phẫu thuật tim và phẫu thuật thần kinh. Bệnh viện Doldam đang thiếu bác sĩ phẫu thuật tổng quát, anh đến bệnh viện chính ở Seoul để tuyển người và nhanh chóng quan tâm đến Woo-jin và Eun-jae. Sau khi biết về kỹ năng và hoàn cảnh thông qua các bác sĩ khác, anh quyết định tuyển dụng họ.
- Ahn Hyo-seop vai Seo Woo-jin

Một bác sĩ phẫu thuật tổng quát năm 2. Người duy nhất sống sót sau vụ tử tự tập thể của gia đình và phải gánh món nợ mà bố để lại. Anh phải vật lộn để kiếm sống, làm các công việc bán thời gian để trả tiền học phí và trả nợ cho gia đình. Anh ta đã bị sa thải 2 lần, lần đầu tiên vì anh đứng ra tố cáo người đứng đầu về những hoạt động sai trái trong điều hành bệnh viện, sau đó vì những tin đồn sai lệch về công việc bán thời gian của anh khiến anh tiếp tục bị đuổi việc. Cần tiền, cuối cùng anh cũng chấp nhận lời mời làm việc của Sư phụ Kim nhưng sau đó, anh đã dần thay đổi.
- Lee Sung-kyung vai Cha Eun-jae

Một bác sĩ phẫu thuật tim năm 2. Sinh viên ưu tú tại trường đại học y, là bạn và có mối quan hệ phức tạp với Woo Jin. Cô rất thông minh nhưng không thể làm phẫu thuật do chứng sợ phòng phẫu thuật. Cô bị đình chỉ và phải làm việc cho Sư phụ Kim trước khi có thể quay lại bệnh viện chính.
- Kim Joo-Hun vai Park Min-gook

Một chuyên gia phẫu thuật tổng hợp được bổ nhiệm làm giám đốc mới của Bệnh viện Doldam bởi chủ tịch mới của Quỹ Đại học Geosan. Anh ta bị ám ảnh bởi Sư phụ Kim vì đã từng chạy trốn khỏi một tai nạn xe buýt 12 năm trước trong khi Sư phụ Kim đang mạo hiểm mạng sống của mình để cứu một người bất tỉnh. Và từ đó anh quyết tâm đánh bại sư phụ Kim

### Vai phụ

#### Người ở bệnh viện Doldam
- Shin Dong-wook vai Bae Moon-jeong

Một bác sĩ phẫu thuật chỉnh hình từng kết hôn vì áp lực gia đình. Anh là tiền bối của Woo-jin và Eun-jae tại trường y. Anh bắt đầu làm việc tại Bệnh viện Doldam một tháng trước khi Woo-jin và eun-jae đến và đã ly hôn.
- So Joo-yeon vai Yoon Ah-reum

Bác sĩ cấp cứu năm 4 có tính cách tươi sáng. Cô nộp đơn vào bệnh viện sau khi thấy sư phụ Kim giúp đỡ bệnh nhân trong phòng cấp cứu của bệnh viện Geodae. Cô có tình cảm với y tá Park Euntak và là em họ của Do In Beom. Cô gia nhập Doldam cùng lúc với Woo-jin và Eun-jae.
- Yoon Na-moo vai Jeong In-soo

Bác sĩ cấp cứu. Anh là bác sĩ duy nhất ở lại Doldam trong số ít người bị buộc rời khỏi bệnh viện chính để đến bệnh viện chi nhánh vào năm 2016.
- Kim Hong-pa vai Yeo Woon-yeong

Viện trưởng bệnh viện Doldam. Ông được mọi người yêu mến vì có trái tim ấm áp và tính cách điềm tĩnh, mặc dù ông luôn im lặng khi có vấn đề xảy ra với mình
- Jin Kyung vai Oh Myung-sim

Y tá trưởng của bệnh viện. Cô ấy có vẻ ngoài nghiêm khắc nhưng có một trái tim ấm áp và quan tâm đến bệnh nhân của mình. Một trong số ít những người dám đứng lên chống lại viện trưởng Park.
- Im Won-hee vai Jang Gi-tae

Trưởng phòng hành chính. Anh ta được biết đến là một kẻ cơ hội và luôn muốn điều tốt nhất cho Doldam, cố gắng tìm mọi cách để quảng bá nó.
- Byun Woo-min vai Nam Do-il

Một bác sĩ gây mê tự do. Anh ta điều hành một nhà hàng nhưng do kỹ năng nấu ăn trung bình, khách hàng của anh ta thường là bác sĩ của Doldam.
- Kim Min Jae vai Park Eun-tak

Một y tá có trách nhiệm và nhiệt tình, lần đầu tiên gặp sư phụ Kim sau khi được đưa vào bệnh viện Doldam như một bệnh nhân. Đó là một cuộc gặp gỡ định mệnh thay đổi cuộc sống của anh quyết định đến trường y và bắt đầu làm việc tại Doldam. Anh có tình cảm với Yoon Ahreum.
- Jung Ji-ahn trong vai Uhm Hyun-jung

Một y tá phòng cấp cứu.
- Yoon Bo-ra vai Joo Young-mi

Y tá mới đến làm việc tại Doldam.
- Lee Gyu-ho vai Mr.Goo

Hộ lí và là người có thân hình to lớn, làm nhiêmn vụ bảo vệ và giữ trật tự khi bệnh nhân kích động hoặc có người gây rối ở bệnh viện.
- Kim Yong Jin vai Trưởng phòng Lee
- Moon Ah-ram vai y tá ER
- Jo Jung-yoon vai y tá ER

#### Nhân viên của Park Min-gook
- Go Sang-ho vai Yang Ho-joon

Trợ lý của bác sĩ phẫu thuật cho Park Min-gook. Mặc dù Ho-joon sợ anh ta, nhưng lòng trung thành của anh ta với Min-gook đã khiến anh ta theo bác sĩ đến Doldam sau cuộc hẹn mới.
- Park Hyo-joo vai Shim Hye-jin

Một bác sĩ gây mê cũng như một giáo viên tại Khoa Gây mê của Bệnh viện Geodae. Cô là một người phụ nữ có thẩm quyền nhưng tốt bụng, người đã trải qua cái chết và đau khổ không kể xiết trong cuộc đời.
- Bae Myung-jin vai Heo Yeong-gyoo

Một y tá làm việc toàn thời gian đã làm việc tại Bệnh viện Geodae trong tám năm và có được các kỹ năng để tìm ra căn bệnh của mình bằng cách nhìn vào mắt và cử chỉ của họ.

#### Những người ở Tổ chức
- Choi Jin-ho vai Do Yoon-wan

Sau cái chết của Shin Myung-ho, Yoon-wan đã trở lại ba năm sau khi từ giã sự nghiệp trong Tiến sĩ Lãng mạn và nhận vị trí của Shin là Chủ tịch Quỹ Đại học Geosan. Nghĩ rằng anh ta không xuất sắc như một bác sĩ, các kỹ năng chính trị của anh ta được công nhận và anh ta dự định sử dụng chúng để định hình Bệnh viện Doldam theo cách anh ta hình dung.
- Jang Hyuk-jin trong vai Song Hyeon-cheol, người đứng đầu trung tâm của Quỹ đại học Geosan.

#### Các nhân vật khác
- Lee Ho-cheol vai người cho vay nặng lãi
- Lim Cheol-soo vai người cho vay nặng lãi
- Kim Jong-tae vai giáo sư Oh

Một giáo sư về phẫu thuật tim mạch tại Bệnh viện Đại học Geosan.
- Kang Yoo-seok trong vai Joon Young

Một tù nhân và bệnh nhân.
- Kim Jin vai Choi Soon-young

Một người hiến tạng và người hiến tạng có cái chết cứu Joon Young.
- Lee Ji-hyun là mẹ của Soon-young
- Kwon Hyeok-soo vai ông Ryu

Bộ trưởng Bộ Quốc phòng
- Kim Dong-hyun trong vai một người chồng bạo lực

### Xuất hiện đặc biệt
- Joo Hyun vai Shin Myung-ho (tập 1)
- Yang Se-jong vai Do In-beom (tập 10, 14 & 15)
- Seo Young vai quản lý Joo (tập 15 & 16)
- Jung Hyeon-Jun vai con trai của Lee Dong-woo (tập 13)
- Jeong Bo-seok vai cha Bae Moon-jeong Rút (tập 15 & 16)
- Kim Hye-eun vai Shin Hyun-jung (tập 16)

## Sản xuất
Buổi đọc kịch bản đầu tiên diễn ra vào tháng 9 năm 2019 tại SBS Ilsan Production Studios ở Goyang, tỉnh Gyeonggi, Hàn Quốc.
Han Suk-kyu, Kim Hong-pa, Jin Kyung, Im Won-hee, Byun Woo-min, Kim Min-jae, Choi Jin-ho, Jang Hyuk-jin, Yang Se-jong, Lee Gyu-ho và Yoon Na -moo đã quay lại vai trò của họ từ mùa đầu tiên.
Sau thành công của bộ phim, các diễn viên và đoàn làm phim đã được lên kế hoạch đi nghỉ bốn ngày tới Saipan vào ngày 27 tháng 2 năm 2020. Vào ngày 26 tháng 2, thông báo rằng kỳ nghỉ đã bị hủy bỏ cho các diễn viên do sự bùng phát của Đại dịch COVID-19, nhưng một vài nhân viên sẽ đi một cách thận trọng.

## Nhạc phim
Nhạc phim Dr. Romantic 2 được sản xuất lần này bởi YAMYAM Entertainment, công ty sản xuất nhạc phim cho Khách sạn ma quái, Người tình ánh trăng - Bộ bộ kinh tâm: Lệ  và Live.

### Phần 1
| Phát hành vào ngày 7 tháng 1 năm 2020 | Phát hành vào ngày 7 tháng 1 năm 2020 | Phát hành vào ngày 7 tháng 1 năm 2020 | Phát hành vào ngày 7 tháng 1 năm 2020 | Phát hành vào ngày 7 tháng 1 năm 2020 | Phát hành vào ngày 7 tháng 1 năm 2020 |
| STT                                   | Nhan đề                               | Phổ lời                               | Phổ nhạc                              | Nghệ sĩ                               | Thời lượng                            |
| ------------------------------------- | ------------------------------------- | ------------------------------------- | ------------------------------------- | ------------------------------------- | ------------------------------------- |
| 1.                                    | "My Love" (너를 사랑하고 있어)        | Ji Hoon Jeon Chang-yeop               | Choi In-hwan Lee Seung-joo            | Baekhyun (EXO)                        | 03:15                                 |
| 2.                                    | "My Love" (Inst.)                     |                                       | Choi In-hwan Lee Seung-joo            |                                       | 03:15                                 |
| Tổng thời lượng:                      | Tổng thời lượng:                      | Tổng thời lượng:                      | Tổng thời lượng:                      | Tổng thời lượng:                      | 06:30                                 |

### Phần 2
| Phát hành vào ngày 14 tháng 1 năm 2020 | Phát hành vào ngày 14 tháng 1 năm 2020 | Phát hành vào ngày 14 tháng 1 năm 2020 | Phát hành vào ngày 14 tháng 1 năm 2020 | Phát hành vào ngày 14 tháng 1 năm 2020 | Phát hành vào ngày 14 tháng 1 năm 2020 |
| STT                                    | Nhan đề                                | Phổ lời                                | Phổ nhạc                               | Nghệ sĩ                                | Thời lượng                             |
| -------------------------------------- | -------------------------------------- | -------------------------------------- | -------------------------------------- | -------------------------------------- | -------------------------------------- |
| 1.                                     | "Your Day" (너의 하루는 좀 어때)       | Ji Hoon Jeon Chang-yeop                | Rocoberry                              | Gummy                                  | 3:31                                   |
| 2.                                     | "Your Day" (Inst.)                     |                                        | Rocoberry                              |                                        | 3:31                                   |
| Tổng thời lượng:                       | Tổng thời lượng:                       | Tổng thời lượng:                       | Tổng thời lượng:                       | Tổng thời lượng:                       | 7:02                                   |

### Phần 3
| Phát hành vào ngày 20 tháng 1 năm 2020 | Phát hành vào ngày 20 tháng 1 năm 2020 | Phát hành vào ngày 20 tháng 1 năm 2020 | Phát hành vào ngày 20 tháng 1 năm 2020 | Phát hành vào ngày 20 tháng 1 năm 2020 | Phát hành vào ngày 20 tháng 1 năm 2020 |
| STT                                    | Nhan đề                                | Phổ lời                                | Phổ nhạc                               | Nghệ sĩ                                | Thời lượng                             |
| -------------------------------------- | -------------------------------------- | -------------------------------------- | -------------------------------------- | -------------------------------------- | -------------------------------------- |
| 1.                                     | "Go Away Go Away"                      | Punch Ji Hoon Jeon Chang-yeop          | Rocoberry                              | Chanyeol ( EXO ) Punch                 | 3:50                                   |
| 2.                                     | "Go Away Go Away" (Inst.)              |                                        | Rocoberry                              |                                        | 3:50                                   |
| Tổng thời lượng:                       | Tổng thời lượng:                       | Tổng thời lượng:                       | Tổng thời lượng:                       | Tổng thời lượng:                       | 7:40                                   |

### Phần 4
| Phát hành vào ngày 21 tháng 1 năm 2020 | Phát hành vào ngày 21 tháng 1 năm 2020 | Phát hành vào ngày 21 tháng 1 năm 2020 | Phát hành vào ngày 21 tháng 1 năm 2020 | Phát hành vào ngày 21 tháng 1 năm 2020 | Phát hành vào ngày 21 tháng 1 năm 2020 |
| STT                                    | Nhan đề                                | Phổ lời                                | Phổ nhạc                               | Nghệ sĩ                                | Thời lượng                             |
| -------------------------------------- | -------------------------------------- | -------------------------------------- | -------------------------------------- | -------------------------------------- | -------------------------------------- |
| 1.                                     | "That's All" (다 그렇지 뭐)            | Heize Ji Hoon Jeon Chang-yeop          | Heize Lee Seung-joo Choi In-hwan       | Heize                                  | 3:10                                   |
| 2.                                     | "That's All" (Inst.)                   |                                        | Heize Lee Seung-joo Choi In-hwan       |                                        | 3:10                                   |
| Tổng thời lượng:                       | Tổng thời lượng:                       | Tổng thời lượng:                       | Tổng thời lượng:                       | Tổng thời lượng:                       | 6:20                                   |

### Phần 5
| Phát hành vào ngày 27 tháng 1 năm 2020 | Phát hành vào ngày 27 tháng 1 năm 2020 | Phát hành vào ngày 27 tháng 1 năm 2020 | Phát hành vào ngày 27 tháng 1 năm 2020 | Phát hành vào ngày 27 tháng 1 năm 2020 | Phát hành vào ngày 27 tháng 1 năm 2020 |
| STT                                    | Nhan đề                                | Phổ lời                                | Phổ nhạc                               | Nghệ sĩ                                | Thời lượng                             |
| -------------------------------------- | -------------------------------------- | -------------------------------------- | -------------------------------------- | -------------------------------------- | -------------------------------------- |
| 1.                                     | "Love" (사랑 이토록 어려운 말)         | Ji Hoon Jeon Chang-yeop                | Summer(Chansline) Hwang Chan-hee       | Yang Da-il                             | 3:47                                   |
| 2.                                     | "Love" (Inst.)                         |                                        | Summer(Chansline) Hwang Chan-hee       |                                        | 3:47                                   |
| Tổng thời lượng:                       | Tổng thời lượng:                       | Tổng thời lượng:                       | Tổng thời lượng:                       | Tổng thời lượng:                       | 7:34                                   |

### Phần 6
| Phát hành vào ngày 28 tháng 1 năm 2020 | Phát hành vào ngày 28 tháng 1 năm 2020 | Phát hành vào ngày 28 tháng 1 năm 2020 | Phát hành vào ngày 28 tháng 1 năm 2020 | Phát hành vào ngày 28 tháng 1 năm 2020 | Phát hành vào ngày 28 tháng 1 năm 2020 |
| STT                                    | Nhan đề                                | Phổ lời                                | Phổ nhạc                               | Nghệ sĩ                                | Thời lượng                             |
| -------------------------------------- | -------------------------------------- | -------------------------------------- | -------------------------------------- | -------------------------------------- | -------------------------------------- |
| 1.                                     | "I Miss You" (자꾸 더 보고싶은 사람)   | Ji Hoon Jeon Chang-yeop                | Lee Seung-joo                          | Mamamoo                                | 4:26                                   |
| 2.                                     | "I Miss You" (Inst.)                   |                                        | Lee Seung-joo                          |                                        | 4:26                                   |
| Tổng thời lượng:                       | Tổng thời lượng:                       | Tổng thời lượng:                       | Tổng thời lượng:                       | Tổng thời lượng:                       | 8:52                                   |

### Phần 7
| Phát hành vào ngày 3 tháng 2 năm 2020 | Phát hành vào ngày 3 tháng 2 năm 2020 | Phát hành vào ngày 3 tháng 2 năm 2020 | Phát hành vào ngày 3 tháng 2 năm 2020 | Phát hành vào ngày 3 tháng 2 năm 2020 | Phát hành vào ngày 3 tháng 2 năm 2020 |
| STT                                   | Nhan đề                               | Phổ lời                               | Phổ nhạc                              | Nghệ sĩ                               | Thời lượng                            |
| ------------------------------------- | ------------------------------------- | ------------------------------------- | ------------------------------------- | ------------------------------------- | ------------------------------------- |
| 1.                                    | "You Don't Know" (모르시죠)           | Ji Hoon Jeon Chang-yeop               | Rocoberry                             | Monday Kiz                            | 3:36                                  |
| 2.                                    | "You Don't Know" (Inst.)              |                                       | Rocoberry                             |                                       | 3:36                                  |
| Tổng thời lượng:                      | Tổng thời lượng:                      | Tổng thời lượng:                      | Tổng thời lượng:                      | Tổng thời lượng:                      | 7:12                                  |

### Phần 8
| Phát hành vào ngày 4 tháng 2 năm 2020 | Phát hành vào ngày 4 tháng 2 năm 2020 | Phát hành vào ngày 4 tháng 2 năm 2020 | Phát hành vào ngày 4 tháng 2 năm 2020 | Phát hành vào ngày 4 tháng 2 năm 2020 | Phát hành vào ngày 4 tháng 2 năm 2020 |
| STT                                   | Nhan đề                               | Phổ lời                               | Phổ nhạc                              | Nghệ sĩ                               | Thời lượng                            |
| ------------------------------------- | ------------------------------------- | ------------------------------------- | ------------------------------------- | ------------------------------------- | ------------------------------------- |
| 1.                                    | "My Love" (나의 그대)                 | Ji Hoon Jeon Chang-yeop               | Rocoberry                             | Chungha                               | 3:36                                  |
| 2.                                    | "My Love" (Inst.)                     |                                       | Rocoberry                             |                                       | 3:36                                  |
| Tổng thời lượng:                      | Tổng thời lượng:                      | Tổng thời lượng:                      | Tổng thời lượng:                      | Tổng thời lượng:                      | 7:12                                  |

| Disc 2:          | Disc 2:                            | Disc 2:                      | Disc 2:    |
| STT              | Nhan đề                            | Nghệ sĩ                      | Thời lượng |
| ---------------- | ---------------------------------- | ---------------------------- | ---------- |
| 1.               | "Dr.Romantic 2" (Opening Title)    | Jun Chang Yub , Ahn Soo Wan  | 2:05       |
| 2.               | "Emergency"                        | Jun Chang Yub , Mama Gorilla | 1:02       |
| 3.               | "Western Lonely"                   | Jun Chang Yub , Jo Nam Wook  | 2:20       |
| 4.               | "Lie Two"                          | Jun Chang Yub , Gu Ja Wan    | 4:48       |
| 5.               | "Have Breakdown"                   | Jun Chang Yub , Ahn Soo Wan  | 3:07       |
| 6.               | "Love & Hatred"                    | Jun Chang Yub , Mama Gorilla | 3:59       |
| 7.               | "Tension Observe"                  | Jun Chang Yub , Mama Gorilla | 3:18       |
| 8.               | "Hope of Patient"                  | Jun Chang Yub , Ahn Soo Wan  | 3:54       |
| 9.               | "Wonder Dolbam Hospital"           | Jun Chang Yub , Jo Nam Wook  | 3:13       |
| 10.              | "Sentimental Memory"               | Jun Chang Yub , Ahn Soo Wan  | 4:41       |
| 11.              | "Tension Around Two"               | Jun Chang Yub , Gu Ja Wan    | 3:29       |
| 12.              | "Colour of Night"                  | Jun Chang Yub , Jo Nam Wook  | 4:17       |
| 13.              | "Trumpet West"                     | Jun Chang Yub , Jo Nam Wook  | 2:51       |
| 14.              | "Doctor Kim Sa-boo" (Ending Title) | Jun Chang Yub , Mama Gorilla | 2:08       |
| Tổng thời lượng: | Tổng thời lượng:                   | Tổng thời lượng:             | 42:23      |

### Xếp hạng
| Tiêu đề                                                                 | Năm  | Vị trí xếp hạng | Vị trí xếp hạng | Nhận xét |
| Tiêu đề                                                                 | Năm  | KOR             | US World        | Nhận xét |
| ----------------------------------------------------------------------- | ---- | --------------- | --------------- | -------- |
| "My Love" (너를 사랑하고 있어) (Baekhyun)                               | 2020 | 15              | 20              | Phần 1   |
| "Your Day" (너의 하루는 좀 어때) (Gummy)                                | 2020 | 69              | —               | Phần 2   |
| "Go Away Go Away" (Punch & Chanyeol)                                    | 2020 | 73              | 21              | Phần 3   |
| "That's All" (다 그렇지 뭐) (Heize)                                     | 2020 | 105             | —               | Phần 4   |
| "Love" (사랑 이토록 어려운 말) (Yang Da-il)                             | 2020 | 111             | —               | Phần 5   |
| "I Miss You" (자꾸 더 보고싶은 사람) (Mamamoo)                          | 2020 | 101             | —               | Phần 6   |
| "You Don't Know" (모르시죠) (Monday Kiz)                                | 2020 | 100             | —               | Phần 7   |
| "My Love" (나의 그대) (Chungha)                                         | 2020 | 114             | —               | Phần 8   |
| "—" biểu thị các bản phát hành không có bảng xếp hạng trong khu vực đó. |      |                 |                 |          |

## Tỷ suất người xem
| Mùa | Mùa | Số tập | Số tập | Số tập | Số tập | Số tập | Số tập | Số tập | Số tập | Số tập | Số tập | Số tập | Số tập | Số tập | Số tập | Số tập | Số tập | Trung bình |
| Mùa | Mùa | 1      | 2      | 3      | 4      | 5      | 6      | 7      | 8      | 9      | 10     | 11     | 12     | 13     | 14     | 15     | 16     | Trung bình |
| --- | --- | ------ | ------ | ------ | ------ | ------ | ------ | ------ | ------ | ------ | ------ | ------ | ------ | ------ | ------ | ------ | ------ | ---------- |
|     | 1   | 2.665  | 3.331  | 3.327  | 3.563  | 3.328  | 3.275  | 3.517  | 4.054  | 3.467  | 3.916  | 3.950  | 4.193  | 4.208  | 4.346  | 4.588  | 5.210  | 3.809      |

| Tập. | Phần       | Ngày phát sóng       | Tiêu đề                                                                     | Tỷ lệ người xem trung bình | Tỷ lệ người xem trung bình | Tỷ lệ người xem trung bình | Tỷ lệ người xem trung bình |
| Tập. | Phần       | Ngày phát sóng       | Tiêu đề                                                                     | AGB Nielsen                | AGB Nielsen                | TNmS                       |                            |
| Tập. | Phần       | Ngày phát sóng       | Tiêu đề                                                                     | Toàn quốc                  | Seoul                      | Toàn quốc                  |                            |
| --- | ---------- | -------------------- | --------------------------------------------------------------------------- | -------------------------- | -------------------------- | -------------------------- | -------------------------- |
| 1 | 1          | 6 tháng 1 năm 2020   | Rainmaker                                                                   | 10.8% (5th)                | 11.4% (5th)                | 10.2% (8th)                |                            |
| 1 | 2          | 6 tháng 1 năm 2020   | Rainmaker                                                                   | 14.9% (3rd)                | 15.5% (2nd)                | 13.3% (4th)                |                            |
| 2 | 1          | 7 tháng 1 năm 2020   | Mechanism of Accidents (사고기전(事故機轉))                                 | 13.2% (3rd)                | 14.3% (3rd)                | 12.6% (5th)                |                            |
| 2 | 2          | 7 tháng 1 năm 2020   | Mechanism of Accidents (사고기전(事故機轉))                                 | 18.0% (2nd)                | 19.3% (1st)                | 17.0% (3rd)                |                            |
| 3 | 1          | 13 tháng 1 năm 2020  | Undefined Setting Value (미확인 설정값)                                     | 11.3% (5th)                | 11.8% (4th)                | 11.4% (7th)                |                            |
| 3 | 2          | 13 tháng 1 năm 2020  | Undefined Setting Value (미확인 설정값)                                     | 17.2% (2nd)                | 17.7% (2nd)                | 16.6% (3rd)                |                            |
| 4 | 1          | 14 tháng 1 năm 2020  | Utilizing Conflict (갈등활용법)                                             | 15.4% (3rd)                | 15.8% (3rd)                | 14.4% (4th)                |                            |
| 4 | 2          | 14 tháng 1 năm 2020  | Utilizing Conflict (갈등활용법)                                             | 19.9% (1st)                | 20.6% (1st)                | 18.2% (2nd)                |                            |
| 5 | 1          | 20 tháng 1 năm 2020  | A Living Friday Night (살아있는 금요일의 밤)                                | 14.8% (3rd)                | 15.1% (3rd)                | 13.7% (4th)                |                            |
| 5 | 2          | 20 tháng 1 năm 2020  | A Living Friday Night (살아있는 금요일의 밤)                                | 17.6% (2nd)                | 18.0% (1st)                | 17.1% (3rd)                |                            |
| 6 | 1          | 21 tháng 1 năm 2020  | Placebo (플라시보)                                                          | 15.5% (3rd)                | 15.9% (3rd)                | 15.1% (4th)                |                            |
| 6 | 2          | 21 tháng 1 năm 2020  | Placebo (플라시보)                                                          | 18.6% (2nd)                | 18.9% (1st)                | 18.2% (2nd)                |                            |
| 7 | 1          | 27 tháng 1 năm 2020  | The Line That Should Be Protected... (지켜야 할 선(線), 지키지 못한 선(善)) | 13.0% (5th)                | 13.7% (3rd)                | 11.8% (6th)                |                            |
| 7 | 2          | 27 tháng 1 năm 2020  | The Line That Should Be Protected... (지켜야 할 선(線), 지키지 못한 선(善)) | 18.0% (2nd)                | 18.3% (2nd)                | 16.8% (2nd)                |                            |
| 8 | 1          | 28 tháng 1 năm 2020  | Walk of Respect (존경의 길)                                                 | 16.5% (3rd)                | 17.0% (3rd)                | 15.8% (4th)                |                            |
| 8 | 2          | 28 tháng 1 năm 2020  | Walk of Respect (존경의 길)                                                 | 20.7% (1st)                | 20.9% (1st)                | 19.5% (2nd)                |                            |
| 9 | 1          | 3 tháng 2 năm 2020   | Trauma (트라우마)                                                           | 14.4% (4th)                | 15.3% (3rd)                | 14.9% (5th)                |                            |
| 9 | 2          | 3 tháng 2 năm 2020   | Trauma (트라우마)                                                           | 18.2% (2nd)                | 18.5% (2nd)                | 18.0% (3rd)                |                            |
| 10 | 1          | 4 tháng 2 năm 2020   | The Effects of an Adequate Amount of Anxiety (적정 불안 효과)               | 17.7% (3rd)                | 18.5% (3rd)                | 16.7% (4th)                |                            |
| 10 | 2          | 4 tháng 2 năm 2020   | The Effects of an Adequate Amount of Anxiety (적정 불안 효과)               | 20.8% (2nd)                | 21.8% (1st)                | 19.3% (2nd)                |                            |
| 11 | 1          | 10 tháng 2 năm 2020  | Minimum Boundaries (최소한의 경계선)                                        | 17.7% (3rd)                | 18.9% (3rd)                | 16.7% (4th)                |                            |
| 11 | 2          | 10 tháng 2 năm 2020  | Minimum Boundaries (최소한의 경계선)                                        | 20.8% (2nd)                | 21.5% (1st)                | 18.6% (3rd)                |                            |
| 12 | 1          | 11 tháng 2 năm 2020  | An Error of Exchange of Equivalents (등가교환의 오류)                       | 17.4% (3rd)                | 17.8% (3rd)                | 16.4% (4th)                |                            |
| 12 | 2          | 11 tháng 2 năm 2020  | An Error of Exchange of Equivalents (등가교환의 오류)                       | 21.9% (1st)                | 22.1% (1st)                | 18.8% (2nd)                |                            |
| 13 | 1          | 17 tháng 2 năm 2020  | Defense Mechanism (방어기제)                                                | 18.0% (3rd)                | 19.3% (3rd)                | 16.6% (4th)                |                            |
| 13 | 2          | 17 tháng 2 năm 2020  | Defense Mechanism (방어기제)                                                | 22.7% (1st)                | 23.9% (1st)                | 19.0% (3rd)                |                            |
| 14 | 1          | 18 tháng 2 năm 2020  | Selective Dyslexia (선택적 난독증)                                          | 19.3% (3rd)                | 20.2% (2nd)                | 18.2% (4th)                |                            |
| 14 | 2          | 18 tháng 2 năm 2020  | Selective Dyslexia (선택적 난독증)                                          | 23.4% (1st)                | 23.8% (1st)                | 21.6% (2nd)                |                            |
| 15 | 1          | 24 tháng 2 năm 2020  | Rapport; Trust Relationship (라뽀; 신뢰관계)                                | 19.4% (3rd)                | 20.8% (2nd)                | 18.5% (4th)                |                            |
| 15 | 2          | 24 tháng 2 năm 2020  | Rapport; Trust Relationship (라뽀; 신뢰관계)                                | 23.7% (1st)                | 24.5% (1st)                | 22.2% (2nd)                |                            |
| 16 | 1          | 25 tháng 2 năm 2020  | Koi's Law (코이의 법칙)                                                     | 21.1% (4th)                | 21.9% (3rd)                | 20.6% (5th)                |                            |
| 16 | 2          | 25 tháng 2 năm 2020  | Koi's Law (코이의 법칙)                                                     | 25.4% (2nd)                | 25.6% (2nd)                | 23.1% (3rd)                |                            |
| 16 | 3          | 25 tháng 2 năm 2020  | Koi's Law (코이의 법칙)                                                     | 27.1% (1st)                | 27.2% (1st)                | 24.4% (1st)                |                            |
| Trung bình | Trung bình | Trung bình           | Trung bình                                                                  | 18.3%                      | 19.0%                      | 17.1%                      |                            |
| Tập đặc biệt | 1          | 30 tháng 12 năm 2019 | Dr. Romantic After 3 Years (낭만닥터 김사부 그후 3년)                       | 5.6% (18th)                | 5.5% (20th)                | 5.4% (20th)                |                            |
| Tập đặc biệt | 2          | 30 tháng 12 năm 2019 | Dr. Romantic After 3 Years (낭만닥터 김사부 그후 3년)                       | 7.6% (11th)                | 7.9% (9th)                 | 6.9% (16th)                |                            |
| Tập đặc biệt | 3          | 30 tháng 12 năm 2019 | Dr. Romantic After 3 Years (낭만닥터 김사부 그후 3년)                       | 5.3% (20th)                | 5.6% (17th)                | 4.4% (NR)                  |                            |
| - Trong bảng trên đây, số màu xanh biểu thị cho tỷ lệ người xem thấp nhất và số màu đỏ biểu thị cho tỷ lệ người xem cao nhất. - NR biểu thị rằng bộ phim không được xếp hạng trong 20 chương trình hàng ngày hàng đầu vào ngày đó. |            |                      |                                                                             |                            |                            |                            |                            |